# GRIN (compañía)
GRIN era un desarrollador de videojuegos con sede en Estocolmo, Suecia. Fundada por Bo y Ulf Andersson en 1997, GRIN trabajó en numerosos títulos de PC, consolas y arcade.

## Historia
Después de la primera versión de GRIN con el galardonado Ballistics (PC y arcade), el primer juego en utilizar pixel-shaders, GRIN se adelantó con el aclamado Bandits: Phoenix Rising (PC) y varias máquinas arcade, así como simuladores militares y civiles. GRIN luego pasó a desarrollar dos juegos de Ubisoft, Tom Clancy's Ghost Recon Advanced Warfighter (PC) y Tom Clancy's Ghost Recon Advanced Warfighter 2 (PC). Bionic Commando Rearmed (descargable a través de Xbox LIVE, PlayStation Network y PC), Bionic Commando (Xbox 360, PlayStation 3 y PC), Wanted: Weapons of Fate (Xbox 360, PlayStation 3 y PC) y Terminator Salvation (Xbox 360, PlayStation 3 y PC) fueron los últimos títulos que se publicaron entre 2008 y 2009. En 2007, GRIN amplió su franquicia mediante la adición de una oficina frente a la playa en Barcelona, España en el rascacielos de la Torre Mapfre, seguido de otro estudio en el centro de Gotemburgo, Suecia junto con la garantía de calidad de Jakarta QA del estudio GRIN, ubicado en el centro de Yakarta, Indonesia. Un total de 250 personas que estaban desarrollando juegos para las plataformas de próxima generación para Xbox 360, PlayStation 3 y PC.
En 2009, GRIN cerró sus oficinas en Barcelona y Gotemburgo, citando dificultades financieras. El 12 de agosto de 2009, GRIN se declaró en quiebra. Más tarde en el mismo día, el sitio oficial de GRIN publicó la noticia de que la compañía estaba cerrando. Antes del cierre de la empresa, el desarrollador estaba trabajando en un spin-off de Final Fantasy con el nombre en código de Fortress. Los antiguos miembros de GRIN formaron un nuevo estudio de desarrollo, Might and Delight, que se centrará en descargar juegos pequeños. Los ingenieros de GRIN comenzaron con el estudio BitSquid junto con los propietarios de Fatshark de la garantía de calidad de los exmiembros formaron un estudio independiente llamado Trinity QA Studio en junio de 2010.

## Juegos
| Fecha de publicación | Título                                         | Género                                | Plataforma (s)                                           |
| -------------------- | ---------------------------------------------- | ------------------------------------- | -------------------------------------------------------- |
| 2001                 | Ballistics                                     | Carreras                              | Microsoft Windows, Linux, Arcade                         |
| 2003                 | Bandits: Phoenix Rising                        | Carreras                              | Microsoft Windows                                        |
| 2006                 | Tom Clancy's Ghost Recon Advanced Warfighter   | Disparos táctico                      | Microsoft Windows                                        |
| 2006                 | Splatoon                                       | Disparos en tercera persona           | Wii                                                      |
| 2007                 | Tom Clancy's Ghost Recon Advanced Warfighter 2 | Disparos táctico                      | Microsoft Windows                                        |
| 2008                 | Bionic Commando Rearmed                        | Plataforma                            | Microsoft Windows, Xbox Live Arcade, PlayStation Network |
| 2008                 | Advance Wars                                   | Disparos en tercera persona           | Wii                                                      |
| 2009                 | Wanted: Weapons of Fate                        | Disparos en tercera persona           | Microsoft Windows, Xbox 360, PlayStation 3               |
| 2009                 | Bionic Commando                                | Aventura platafórmica                 | Microsoft Windows, Xbox 360, PlayStation 3               |
| 2009                 | Terminator Salvation                           | Disparos en tercera persona en acción | Microsoft Windows, Xbox 360, PlayStation 3               |
| Sin estrenar         | Fortress (nombre en clave)                     | Acción                                | Microsoft Windows, Xbox 360, PlayStation 3               |
| Sin estrenar         | Cult (nombre en clave)                         | Disparos en tercera persona en acción | Microsoft Windows, Xbox 360, PlayStation 3               |